# Myles Kennedy
Myles Richard Bass (sinh ngày 27 tháng 11 năm 1969), còn có nghệ danh là Myles Kennedy, là một ca sĩ, nhạc sĩ, nhạc công và nhà sáng tác ca khúc người Mỹ, nổi tiếng nhất nhờ làm giọng ca chính kiêm cây rhythm guitar cho ban nhạc Alter Bridge. Ông đồng thời là giọng ca chính trong dự án ban nhạc riêng của cầm thủ guitar Slash với tên gọi là Myles Kennedy and the Conspirators. Vốn là một gia sư dạy đàn guitar đến từ Spokane, Washington, ông còn đi làm nhạc công và sáng tác ca khúc thuê, từng góp mặt cả trong phòng thu lẫn trên sân khấu nhạc sống với nhiều nghệ sĩ và tham gia nhiều dự án trong suốt sự nghiệp của mình.
Sinh ra tại Boston, Massachusetts và lớn lên tại miền Bắc Idaho–Spokane, Kennedy nhập học tại trường cao đẳng cộng đồng Spokane Falls nhằm theo học ngành nhạc lý. Ông khởi nghiệp âm nhạc vào năm 1990 trong vai trò cây lead guitar của nhóm nhạc jazz hòa tấu Cosmic Dust và phát hành 1 album phòng thu cùng nhóm. Ban nhạc thứ hai của Kennedy là Citizen Swing đã phát hành hai album phòng thu trước khi tan rã vào năm 1996. Cùng Craig Johnson – đồng đội cũ tại Citizen Swing, ông đã thành lập ban nhạc rock The Mayfield Four và giữ vai trò hát chính kiêm cây guitar của ban. Ban nhạc này cũng chỉ phát hành 2 album phòng thu và sớm tan rã vào năm 2002. Sau khi từ chối đề nghị đi thử giọng cho ban nhạc Velvet Revolver, ông được Mark Tremonti mời gia nhập Alter Bridge vào cuối năm 2003; mãi đến năm 2004 ông mới nhận lời chính thức gia nhập Alter Bridge và ở trong ban từ đó đến nay. Cùng với Alter Bridge, Kennedy đã phát hành 6 album phòng thu.
Trong lúc đi lưu diễn cùng Alter Bridge vào năm 2008, Kennedy và các cựu thành viên của Led Zeppelin đã gặp gỡ nhau và ngẫu hứng lập thành một nhóm nhạc trong một buổi tập luyện không chính thức. Kế đó ông bắt đầu hợp tác cùng Slash, có mặt trong dự án album solo cùng tên của cầm thủ này trong hai bài hát và về sau làm giọng hát cho Slash trong những chuyến đi lưu diễn. Cùng Slash, Myles Kennedy and the Conspirators đã ghi âm ba album phòng thu. Dự án album solo đầu tay của Kennedy mang tên Year of the Tiger được phát hành vào tháng 3 năm 2008

## Danh sách đĩa nhạc
Cosmic Dust
- Journey (1991)

Citizen Swing
- Cure Me with the Groove (1993)
- Deep Down (1995)

The Mayfield Four
- Fallout (1998)
- Second Skin (2001)

Alter Bridge
- One Day Remains (2004)
- Blackbird (2007)
- AB III (2010)
- Fortress (2013)
- The Last Hero (2016)
- Walk the Sky (2019)

Slash featuring Myles Kennedy & the Conspirators
- Apocalyptic Love (2012)
- World on Fire (2014)
- Living the Dream (2018)
- TBA (2021)

Solo
- Year of the Tiger (2018)
- TBA (2021)

## Sự nghiệp phim ảnh
| Films | Films     | Films   | Films         |
| Năm   | Phim      | Vai trò | Chú giải      |
| ----- | --------- | ------- | ------------- |
| 2001  | Rock Star | Mike    | Vai khách mời |